# Agneza Sullyjska
Agneza Sullyjska (francuski Agnès) bila je francuska plemkinja. Kao gospa Sullyja, Agneza je bila bogata nasljednica.
Agnezini su roditelji bili Gilles II. Sullyjski i Edelburga Bourgeska, dok je Agnezin suprug bio Vilim, grof Sullyja.
Vilimova i Agnezina djeca:
- Eudes (Archambaud)
- Rudolf
- Henrik Sullyjski (umro 1189.)
- Margareta (Marguerite)
- Elizabeta Sullyjska